# Joel Perovuo
Joel Perovuo est un footballeur finlandais né le 11 août 1985 en Finlande. Il évolue comme milieu de terrain.

## Palmarès
HJK Helsinki
- Championnat de Finlande
  - Champion (4) : 2011, 2012, 2013 et 2014
- Coupe de Finlande
  - Vainqueur (1) : 2011